# 新聞學研究
《新聞學研究》（Mass Communication Research）是國立政治大學新聞學系創辦的中文學術期刊，為新聞傳播學術性期刊。主題涵蓋範圍不限「新聞」領域，從早期之報業、廣播電視、廣告到現今新傳播科技如網路等，服務對象不限臺灣國內，舉凡華文新聞與傳播學術研究者均為投稿、審稿、閱讀對象。
1967年5月創刊，1999年1月起採季刊模式（每年1、4、7、10月）發行至今。

## 收錄
臺灣社會科學引文索引核心期刊（TSSCI）第一級期刊
Communication Institute for Online Scholarship（CIOS）傳播期刊資料庫、荷蘭 Elsevier 資料庫、公開取用期刊資料庫（DOAJ）之索引期刊

## 榮譽
國家圖書館2016年最具影響力人社期刊傳播類第一名、2019年傳播學門「知識傳播獎」（臺灣出版之中文期刊近30年來被期刊、學位論文、專書、專書論文等四種類型文獻引用之總數最多）與「知識影響力獎」（為臺灣出版之中文期刊「107年之5年影響係數」最高）。
2021年「臺灣學術資源影響力獎」傳播學門「期刊長期傳播獎」第一名。